# Municipio de Raglan
El municipio de Raglan (en inglés: Raglan Township) es un municipio ubicado en el condado de Harrison en el estado estadounidense de Iowa. En el año 2010 tenía una población de 281 habitantes y una densidad poblacional de 4,1 personas por km².

## Geografía
El municipio de Raglan se encuentra ubicado en las coordenadas 41°43′29″N 95°56′34″O / 41.72472, -95.94278. Según la Oficina del Censo de los Estados Unidos, el municipio tiene una superficie total de 68.53 km², de la cual 68,53 km² corresponden a tierra firme y (0,01 %) 0,01 km² es agua.

## Demografía
Según el censo de 2010, había 281 personas residiendo en el municipio de Raglan. La densidad de población era de 4,1 hab./km². De los 281 habitantes, el municipio de Raglan estaba compuesto por el 99,64 % blancos, el 0,36 % eran asiáticos. Del total de la población el 0 % eran hispanos o latinos de cualquier raza.